# Gencsy Dezső
Gencsy Dezső (Budapest, 1897. november 2. – Porto, 1977. április 8.) válogatott labdarúgó, középcsatár.

## Pályafutása
A Nemzeti SC labdarúgója volt. 1921-ben másodosztályú játékosként egy alkalommal szerepelt a magyar labdarúgó-válogatottban a németek ellen (3–0). A sérült Orth György helyett csereként lépett pályára. A magyar labdarúgó-válogatott történetében ő volt az első, aki cserejátékosként szerepelt a nemzeti tizenegyben.

## Statisztika

### Mérkőzése a válogatottban
| Magyarország | Magyarország    | Magyarország                    | Magyarország | Magyarország | Magyarország | Magyarország | Magyarország | Magyarország |
| #            | Dátum           | Helyszín                        | Hazai        | Eredmény     | Vendég       | Kiírás       | Gólok        | Esemény      |
| ------------ | --------------- | ------------------------------- | ------------ | ------------ | ------------ | ------------ | ------------ | ------------ |
| 1.           | 1921. június 5. | Budapest, Hungária körúti pálya | Magyarország | 3 – 0        | Németország  | barátságos   | -            | 28'          |
|              | Összesen        |                                 |              | 1            | mérkőzés     |              | 0            | gól          |